# Ernst Litter
Ernst Herbert Adolf Litter (* 5. Juli 1918 in Berlin; † 27. Dezember 2006 in Essen) war ein deutscher Maler und Grafiker. Seine bekanntesten Werke entstanden in den 1940er bis 1960er Jahren. Mit etwa 600 entworfenen Filmplakaten gilt er als einer der produktivsten Plakatgrafiker seiner Zeit.

## Leben und Werk
Litter begann 1933 eine Lehre als Drucker. Anschließend besuchte er die Kunstgewerbeschule Berlin und war dort Schüler von Jupp Wiertz. 1946 begann er für Schorcht-Film Plakate, Anzeigen und Kataloge zu erstellen. Danach arbeitete er für Herzog Film, Gloriafilm, Berliner Union-Film, Columbia Pictures, Constantin Film, Prisma Film und Matthias-Film. Ab Mitte der 1960er Jahre arbeitete er nur noch für Constantin und Atlas Film.
Eine Sonderprämie in Höhe von 50 DM erhielt er von Schorcht-Film für das Plakat Verdi – Ein Leben in Melodien. Dieses Plakat wurde später von Schorcht-Film im Tiefdruckverfahren vervielfältigt. Litters Arbeit war so geschätzt, dass er ohne Vorskizzen frei entwerfen und gestalten durfte. Seine Arbeiten wurden direkt akzeptiert.
Litter genoss große Freiheiten bei der Gestaltung seiner Plakate. Besonders die Tatsache, dass er völlig frei entwerfen und keine Plakatskizzen absegnen lassen musste, beweist das große Vertrauen in seine Arbeit.
In den 1960er bis 1980er Jahre war er ein Illustrator für Werbegrafik in Düsseldorf.
Ernst Litter starb am 27. Dezember 2006 im Alter von 88 Jahren in Essen.